# Jaderná hlavice W45

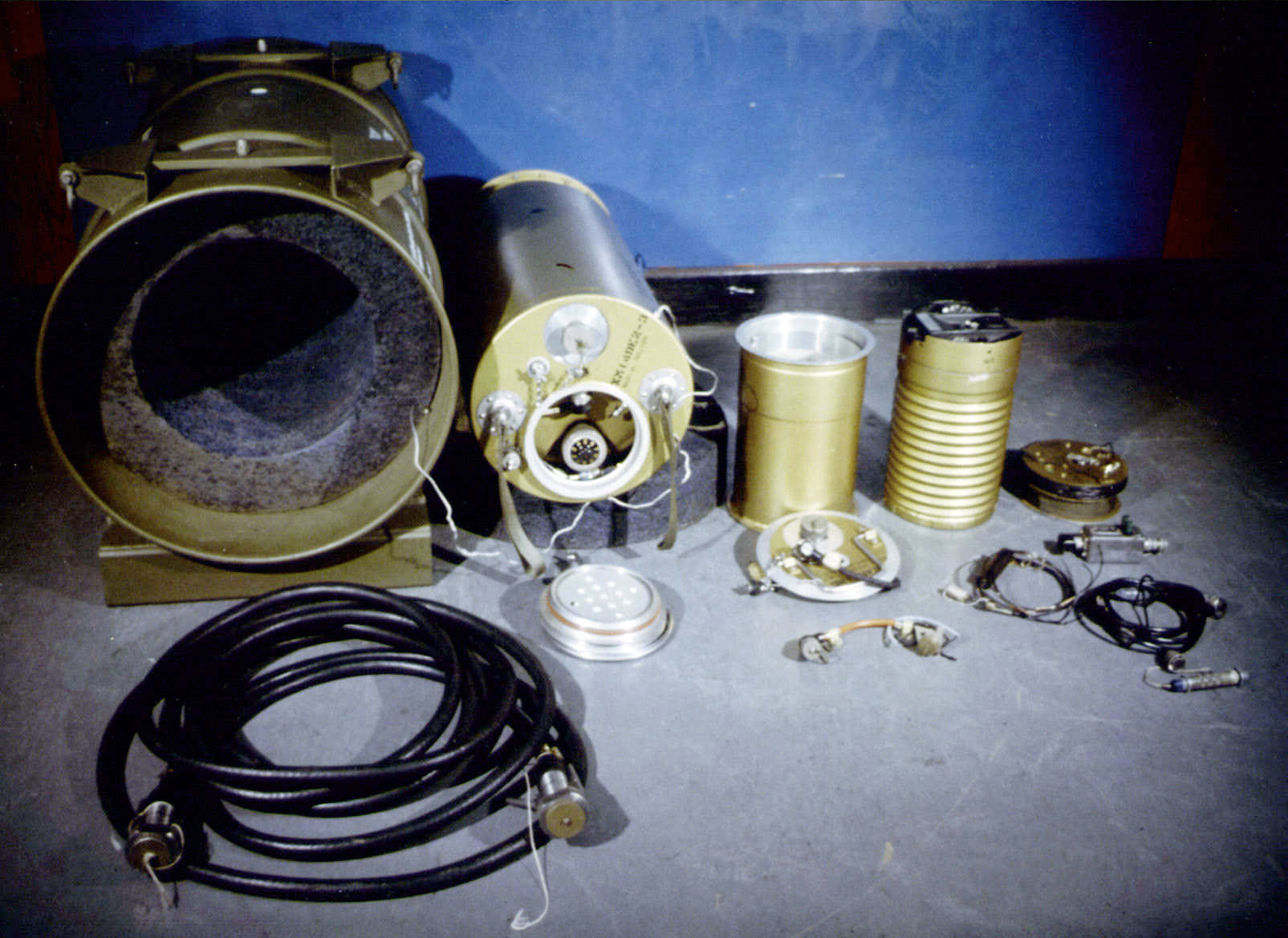
W45 je menší válec vpravo

W45 byla americká víceúčelová jaderná hlavice, vyvinutá počátkem 60. let 20. století. 
Poprvé byla vyrobena v roce 1962 a v operační službě byla až do roku 1988. Hlavice měla průměr 292 mm, délku 686 mm a vážila 68 kg. Vyráběla se v rážích 0,5 kt, 1 kt, 5 kt, 8kt, 10 kt a 15 kilotun. Hlavice W45 byla vyvinuta na Kalifornské Univerzitě na pracovišti University of California Radiation Laboratory (UCRL).

## Využití W45
- M51 Little John
- RIM-2 Terrier
- MADM - Medium Atomic Demolition Munition
- AGM-12 Bullpup